# 80e corps d'armée
Le 80e corps d'armée (en allemand : LXXX. Armee-Korps) était un corps d'armée de l'armée de terre allemande, la Heer. Il fut actif pendant la Seconde Guerre mondiale.

## Historique
Le 80e corps d'armée allemand est formé le 27 mai 1942 dans l'Ouest de la France à partir de l'Höheren Kommando XXXI stationné en Pologne.
Il est engagé avec la 7. Armee dans la bataille des Ardennes en décembre 1944.

## Organisations

### Commandants successifs
| Date                        | Grade                  | Commandant      |
| --------------------------- | ---------------------- | --------------- |
| 27 mai 1942 - 7 août 1944   | General der Artillerie | Curt Gallenkamp |
| 7 août 1944 - 28 avril 1945 | General der Infanterie | Dr. Franz Beyer |

### Chef des Generalstabes
| Date                          | Grade       | Commandant              |
| ----------------------------- | ----------- | ----------------------- |
| 27 mai 1942 - Décembre 1943   | Oberst i.G. | Adelbert von Wellenberg |
| 10 décembre 1943 - Avril 1945 | Oberst i.G. | Herbert Koestlin        |

### 1. Generalstabsoffizier (Ia)
| Date                      | Grade      | Commandant      |
| ------------------------- | ---------- | --------------- |
| 27 mai 1942 - Août 1944   | Major i.G. | Herbert Fiedler |
| 10 août 1944 - Avril 1945 | Major i.G. | Mario Duic      |

## Théâtres d'opérations
- France : Juillet 1942 - Décembre 1944
- Front de l'Ouest : Janvier 1945 - Mai 1945

### Rattachement d'Armées
| Date        | Armée     | Groupe d'Armées |
| ----------- | --------- | --------------- |
| 1942        |           |                 |
| 27 mai      | 1. Armee  | Heeresgruppe D  |
| 1943        |           |                 |
| Janvier     | 1. Armee  | Heeresgruppe D  |
| 1944        |           |                 |
| 1er janvier | 1. Armee  | Heeresgruppe D  |
| 28 avril    | 1. Armee  | Heeresgruppe G  |
| Août        | 1. Armee  | Heeresgruppe B  |
| Septembre   | 1. Armee  | Heeresgruppe G  |
| Octobre     | 7. Armee  | Heeresgruppe B  |
| 1945        |           |                 |
| Janvier     | 7. Armee  | Heeresgruppe B  |
| Avril       | 19. Armee | OKW             |

### Unités subordonnées
22 décembre 1942
- 15. Infanterie-Division
- 708. Infanterie-Division

7 juillet 1943
- 158. Reserve-Division
- 708. Infanterie-Division

31 août 1944
- 1. SS-Panzer-Division "Leibstandarte SS Adolf Hitler"
- 12. SS-Panzer-Division "Hitlerjugend
- Panzer-Lehr-Division
- 26. SS-Panzer-Division
- 27. SS-Panzer-Division
- 17. SS-Panzergrenadier-Division "Götz von Berlichingen"

16 septembre 1944
- 5. Fallschirmjäger-Division
- Panzer-Lehr-Division (Kampfgruppe)
- 48. Infanterie-Division

31 décembre 1944
- 335. Infanterie-Division
- 36. Volks-Grenadier-Division

1er mars 1945
- 560. Volks-Grenadier-Division (Kampfgruppe)
- 212. Volks-Grenadier-Division

12 avril 1945
- 559. Volks-Grenadier-Division
- 198. Infanterie-Division
- 47. Volks-Grenadier-Division
- 16. Volks-Grenadier-Division

30 avril 1945
- 559. Volks-Grenadier-Division
- 47. Volks-Grenadier-Division
- 246. Volks-Grenadier-Division
- 716. Infanterie-Division

## Sources
- (de) LXXXe Armeekorps sur lexikon-der-wehrmacht.de